# カジェンドラ・タパ・マガル
カジェンドラ・タパ・マガル（ネパール語: |खगेन्द्र थापामगर、英語: Khagendra Thapa Magar、1992年10月4日 - 2020年1月17日）は、身長62センチメートルのネパール人男性である。「世界で最も身長の低い男性」としてギネス世界記録に登録されていたことで知られる。マガルは、原発性の小人症であり、2010年10月14日（当時18歳）、コロンビア人のエドワード・ニノ・エルナンデスから「世界で最も身長の低い男性」の称号を奪取した。しかし、2011年6月12日にフィリピン人のジュンレイ・バラウィンに記録を抜かれて称号も失った。 

## バイオグラフィー
1992年10月4日（ネパール暦6月18日）に、体重600グラムで出生した。バグラング地区の出身である。その後、成長に伴い体重は6.5キログラム（2010年時点）へと増加した。 
肺炎による合併症により、2020年1月17日にポカラ病院で死去した。27歳だった。 